# Der Gefangene des Himmels
Der Gefangene des Himmels ist ein Roman des spanischen Autors Carlos Ruiz Zafón. Er erschien 2011 in Barcelona unter dem Titel El prisionero del cielo. Die deutsche Übersetzung stammt von Peter Schwaar und erschien 2012.
Der Roman ist der dritte Teil der Romantetralogie Friedhof der vergessenen Bücher, die noch die Bände Der Schatten des Windes, Das Spiel des Engels und Das Labyrinth der Lichter umfasst. Die wichtigsten Personen sind aus den beiden vorangegangenen Bänden bereits vertraut. Der dritte Roman beschreibt ihr Leben in den Jahren 1957–60 sowie in Rückblenden in den Jahren 1939–41.

## Handlung

### Ein geheimnisvoller Kunde
Daniel, der Sohn von Isabella und Sempere jun., ist 1957 zweiundzwanzig Jahre alt und hilft seinem alt gewordenen Vater (Sempere jun. aus Das Spiel des Engels) gemeinsam mit Fermín Romero de Torres in der Buchhandlung, die momentan nur wenig Umsatz macht. Im Laden taucht ein hinkender Alter auf, der für eine hohe Summe eine wertvolle Erstausgabe vom Graf von Monte Christo kauft. Er will das Buch verschenken und schreibt eine Widmung hinein, die Daniel äußerst verwundert: „Für Fermín Romero de Torres, der von den Toten auferstanden ist und den Schlüssel zur Zukunft hat. 13“. Heimlich folgt Daniel dem merkwürdigen Kunden und kann in dessen Unterkunft (wo dieser sich unter Fermíns Namen eingemietet hat) erfahren, dass dieser erst seit kurzem in der Stadt ist. Als Fermín von Daniel das Buch übergeben bekommt und die Widmung liest, befällt ihn ein heftiger, verstörender Schreck und er bittet Daniel, über all das Stillschweigen zu bewahren. Einige Tage später erzählt Fermín auf intensives Drängen von Daniel aus seiner Lebensgeschichte, die überraschende Verbindungen zu Daniels früh verstorbener Mutter Isabella und damit zu ihm selbst aufweist.

### Im Gefängnis: Fermín Romero de Torres und David Martín
Fermín stellt sich vor als „von Beruf Geheimdienstler auf dem Sektor Karibik der Generalitat de Catalunya, jetzt nicht mehr in Betrieb, aber von Berufung Bibliograph und Liebhaber der schöngeistigen Literatur“. Das war vor dem Bürgerkrieg von 1936 bis 1939, nach dessen Beendigung er zum Schutz seiner Identität und vor weiterer Verfolgung den Namen Fermín Romero de Torres, den er auf einem Stierkampfplakat gelesen hatte, angenommen hatte. 1939 wird er auf Grund von Anschuldigungen von Inspektor Fumero verhaftet und im verrufenen Gefängnis im Kastell auf dem Montjuic in Barcelona inhaftiert. Dort werden die Gefangenen unter menschenunwürdigen Bedingungen als Zellennummern geführt und sind der Willkür des Direktors Maurizio Valls und des Wachpersonals ausgeliefert. Valls ist ein eingebildeter und karrieregeiler Literat, der sich auf diesen Posten völlig zu Unrecht und unterfordert versetzt fühlt und deshalb stets übelgelaunt ist. In den späteren Jahren der Franco-Diktatur gelingt ihm der Aufstieg in die höchsten Kreise der Literaturszene bis hin zum Kultusminister in den Jahren 1952–55.
Fermín sitzt in Zelle 13, in der Nachbarzelle 12 Dr. Sanahuja, früher Chefarzt einer Inneren Klinik, und in der Zelle gegenüber befindet sich David Martín, die Hauptfigur im Buch Das Spiel des Engels, der wegen seiner wirren nächtlichen Selbstgespräche den Namen „der Gefangene des Himmels“ von seinen Mitgefangenen angehängt bekommen hat. Von Sanahuja erfährt Fermín Details aus Martíns Vorgeschichte, die im zweiten Band des Zyklus ausführlich erzählt werden. Nach einigen Jahren im Exil sei Martín 1939 aus Frankreich kommend nach Spanien zurückgekehrt und bald danach verhaftet worden. Der einflussreiche Industrielle Vidal (Vater von Pedro Vidal in Band 2) sorgte durch Beeinflussung des Gerichts und ein Heer bestochener Zeugen für die Verurteilung Martíns zu lebenslanger Haft. Direktor Valls habe sich dann persönlich dafür eingesetzt, dass Martín in das von ihm geleitete Gefängnis versetzt wurde. Fermín kennt und schätzt Martín als Schriftsteller und hat alle seine in den 1920er Jahren unter dem Pseudonym Ignatius B. Samson veröffentlichten Bücher der Serie Die Stadt der Verdammten gelesen. Er hört Martíns nächtliche Gespräche, auch Diskussionen mit einem Señor Corelli genannten imaginären Geist, er vernimmt den Namen Isabella und er sieht, dass Martín oft lange ein Foto betrachtet, das er immer bei sich trägt, auf dem ein weißgekleideter Herr mit einem kleinen Mädchen an der Hand zu sehen ist – Details, die ebenfalls auf Band 2 verweisen. Fermín fühlt sich zu Martín hingezogen, unterhält sich oft mit ihm, kann aber seinen Geisteszustand nicht recht einschätzen. Dazu ist Dr. Sanahuja eher in der Lage. Ihn hat seine Weigerung, Kollegen zu denunzieren, ins Gefängnis gebracht. Er glaubt, dass Martín schizophren ist und auch schon früher an Verwirrungszuständen gelitten habe. Dr. Sanahuja wird von Direktor Valls mit der Beobachtung und Behandlung Martíns betraut. Valls ist am Überleben von Martín bei klaren Geisteskräften interessiert, weil er von ihm seine eigenen schriftstellerischen Arbeiten überarbeiten lässt; dazu hatte sich Martín nach Valls Androhung von Sanktionen gegen Martíns gute Freundin Isabella und ihre Familie bereit erklärt. Nach und nach kommen sich Martín und Fermín näher, und Martín schmiedet Pläne, wie Fermín aus dem Gefängnis entkommen könnte, damit er dann Isabella und Daniel an seiner statt beschützen könne.

### Rettungen und Mord
David Martín plant, die „Methode Monte Christo“ anzuwenden – nämlich, dass Fermín statt der Leiche eines Häftlings das Kastell verlassen könnte. Die Gelegenheit bahnt sich an, als Sebastián Salgado, der sich in sehr schlechtem Gesundheitszustand befindet, zu Fermín in die Zelle verlegt wird. Salgado gibt sich als Gewerkschaftsfunktionär aus, von Valls wird er des Raubmordes beschuldigt, dessen Beute aber noch nicht gefunden werden konnte, und auch unter Folter hatte er das Versteck nicht verraten. Valls beauftragt Fermín, seine Mitgefangenen auszuhorchen: Von Salgado soll er zu erfahren suchen, wo sich die Beute seines Raubes befindet. Auch bezüglich Martín hat Valls Aufträge: Fermín soll aufpassen, ob er etwas über einen Friedhof der vergessenen oder toten Bücher erwähnt und er soll überhaupt darauf achten, ob er die schriftlichen Arbeiten für Valls vorantreibt, da das sowohl für ihn als auch für eine gewisse Dame (Isabella) zum Besten wäre.  
Fermín kann eines Nachts beobachten, wie Salgado einen kleinen Schlüssel in einer Mauerritze ihrer Zelle versteckt. Außerdem verrät er Fermín eine Adresse, über die Valls den Verbleib der Beute erfahren können soll – eine Falle, die aber schließlich Valls Chauffeur, jedoch nicht ihm selbst zum Verhängnis wird. Zunächst wird der Monte-Christo-Plan mit viel Raffinesse durchgeführt, indem der nach einer erneuten Folterung todkranke Salgado mit einem von Sanahuja beschafften Narkotikum betäubt und dann auf Fermíns Pritsche umgebettet wird. Fermín packt sich selbst, nachdem er den Schlüssel aus der Mauerritze entnommen hatte, in den für Salgado herbeigeschafften Leichensack und wird vom Bestattungsdienst abgeholt, in einem Massengrab ausgeladen und mit Chlorkalk bestreut. 
Am selben Abend wird auch Valls aktiv. Er lässt sich zu der von Salgado angegebenen Adresse fahren, schickt dort aber seinen Fahrer vor, der – wie von Valls geargwöhnt – von den dortigen Komplizen Salgados erschossen wird. In der Nacht wird Fumero dort eine grausame Strafaktion durchführen. Später an diesem Abend trifft Valls in einem Restaurant Isabella, die schon mehrfach bei ihm für Martín um Begnadigung gebeten hatte. Zum Schein unterschreibt Valls vor ihren Augen einen Entlassungsschein für Martín, er hat ihr aber vorher Gift in das Getränk getan, das er für sie bestellt hatte. Daran stirbt sie wenige Tage später (im Jahre 1939).
Für Daniel ist diese Enthüllung durch Fermín, dass seine Mutter umgebracht worden ist, eine schreckliche Neuigkeit, die ihn mit Wut und Hass erfüllt. Nur mühsam gelingt es Fermín wie auch später seinem Vater, ihn zu besänftigen.
Fermín ist die Rettung aus dem Kastell gelungen. Eine Gruppe von aus der Gesellschaft Ausgestoßenen und im Slum am Rande des Somorrostro-Viertels Gestrandeten pflegt ihn über Wochen. Der Zigeuner Armando, der offenbar auch aus dem Kastell hatte fliehen können, ist einige Zeit sein Schutzpatron. Beim Abschied empfiehlt er Fermín, Barcelona für einige Zeit zu verlassen und unterzutauchen, und er gibt ihm die Adresse des Rechtsanwalts Fernando Brians, den Isabella als Rechtsbeistand für Martín engagiert hatte. Als Fermín dann 1941 nach Jahresfrist wieder nach Barcelona zurückkommt, lebt er einige Wochen bei Brians, von dem er vom Tode Isabellas erfährt. Brians hatte ermitteln können, dass sich Isabella am Abend vor Beginn ihrer Erkrankung mit Valls getroffen hatte, und er vermutet, dass er sie vergiftet habe; da er keine klaren Beweise für seinen Verdacht hat, kann er nichts gegen Valls unternehmen. Der Gefängniswärter Bebo, dessen Bruder Brians zu einer Haftverkürzung verholfen hatte und der sich nun ihm verpflichtet fühlt, informiert über die weiteren Vorgänge im Kastell. Valls habe das von Martín verlangte Meisterwerk, mit dem Valls schriftstellerischen Ruhm zu erlangen hoffte, als völlig ungeeignet empfunden und fühlte sich betrogen und hintergangen. Zur Strafe setzt er Martín von Isabellas Tod in Kenntnis. Daraufhin habe Martín tagelang in seiner Zelle getobt und wohl vollends den Verstand verloren. Als sich sein Zustand gar nicht besserte, habe Valls zwei seiner Vasallen befohlen, ihn wegzuschaffen. Es war wohl seine Liquidation beabsichtigt, und zwar in einem verlassenen alten Hause neben dem Park Güell, wo schon früher solche Willkürurteile vollstreckt worden waren. Es wird aber gemunkelt, es sei in dem Hause noch jemand gewesen, der die zwei Schergen wohl gestört habe, so dass der Mord vielleicht gar nicht vollzogen worden ist. Erst Jahre später werden Fermín und Daniel von Isaac, dem Aufseher in der geheimen Bibliothek, die Wahrheit erfahren.
Die Geschichte Salgados endet traurig: Er bekommt den Schlüssel von Fermín, der ihn all die Jahre getreulich aufbewahrt hatte und begibt sich damit zu einem Schließfach am Bahnhof. Er entnimmt einen Koffer, lässt ihn aber stehen, nachdem er ihn geöffnet und hineingesehen hatte. Fermín und Daniel, die zum Bahnhof gefolgt waren, sehen, dass er leer ist. Vor dem Bahnhof bricht Salgado tot zusammen.

### Der Name des Helden
Daniel betreibt mit Freunden erfolgreich die Erneuerung der amtlichen Identität von Fermín, ohne die er seine Verlobte Bernarda nicht heiraten könnte. Nun erhält er offiziell den vor Jahren angenommenen Namen Fermín Romero de Torres. Als die kirchliche Zeremonie 1958 vollzogen wird, erkennt Daniel für einen Moment im Hintergrund der Kirche einen Mann, vielleicht David Martín, vielleicht Julián Carax. Als Hochzeitsgeschenk führt Daniel Fermín in die geheime Bibliothek und bekommt vom Aufseher Isaac Montfort das Paket, das Martín in der Neujahrsnacht 1941 in der Bibliothek deponiert habe; damit erhält man die Bestätigung, dass Martín damals nicht umgebracht worden ist. Das Paket enthält das Manuskript vom Spiel des Engels und einen Brief für Daniel. Darin beschwört Martín ihn, sich nicht von Hass und Rachegedanken gegen den ehemaligen Gefängnisdirektor Valls wegen des Todes seiner Mutter vergiften zu lassen, denn das sei seine, Martíns, Geschichte und Schicksal.   

### Daniels Eifersucht und Projektionen in die Zukunft
Doch es scheint, dass das Schicksal schon auf dem Wege ist. Daniels Frau Beatriz bekommt einen Brief von ihrem ehemaligen Verlobten Pablo, der sie zu einem Treffen in einem Hotel einlädt; er hätte für seinen Verlag beruflich in Barcelona zu tun, er liebe sie immer noch und wolle versuchen, sie zurückzugewinnen. Durch Zufall hatte Daniel den Brief gefunden und gelesen, Fermín hatte ihm jedoch zugeredet, nicht an ihrer Liebe und Treue zu ihm zu zweifeln. Trotzdem war er zur vereinbarten Zeit in das Hotel gegangen, weil er telefonisch an der Rezeption erfahren hatte, dass Pablo für den Ariadna-Verlag arbeitet, den vor zehn Jahren Valls gegründet hatte. In voller Wut prügelt Daniel, als ihm von Pablo das Zimmer geöffnet wird, und hört dann, dass Bea gar nicht gekommen sei. Er zwingt Pablo zu dem Geständnis, dass ein Vorgesetzter ihn mit dem Versprechen einer Belohnung zu dem Brief veranlasst habe; Valls selbst hätte er nie gesehen, niemand habe ihn je gesehen. (Daniel hatte bei seinen Recherchen zu Valls bemerkt, dass dieser nach jahrelanger intensiver Medienpräsenz seit zwei Jahren nirgendwo mehr auftauchte.) Die peinliche Situation im Hotel wird gerettet, als Fermín – sich als Polizist ausgebend – dort erscheint und Daniel mitnehmen kann, ehe Pablo die Polizei rufen konnte. In Fermín entsteht das Bedenken und die Sorge, dass das Verschwinden von Valls auch bedeuten könnte, dass er begonnen hat, nach Daniel zu suchen.
Dies und zwei weitere Episoden am Ende des Buches könnten den Anfang neuer Geschichten darstellen, auf die man im vierten Band gespannt sein kann. Zum einen taucht eine Cousine Daniels aus Neapel, Sophia, auf. Sie ist die Tochter einer Schwester von Isabella und will in Barcelona studieren. Alle, die sie bei ihrer Ankunft am Abend vor Fermíns Hochzeit mit Bernarda sehen, sind ergriffen wegen ihrer großen Ähnlichkeit mit Isabella, ihrer Tante und Daniels Mutter. Sie ist gerade 17 Jahre alt – etwa das Alter, das Isabella hatte, als sie Daniels Vater 1935 heiratete; s. dazu Band 2 des Zyklus. Zum anderen erzählt Zafón im Epilog des Buches, wie 1960 Daniels kleiner Sohn Julián am Grabe seiner Großmutter Isabella zwischen den Blumen eine kleine Gipsstatuette findet, aus der beim versehentlichen Zerschellen ein winziges im Gips verborgenes Zettelchen zum Vorschein kommt, auf dem eine Adresse von Mauricio Valls in Barcelona steht, geschrieben mit einer Daniel bekannten Handschrift (David Martíns Handschrift?, Fermíns Handschrift?). So schließt das Buch mit den Sätzen: 

„Vom Meer steigt eine Brise zu den Grabsteinen empor, und der Hauch eines Fluchs streicht ihm übers Gesicht. Er steckt das Zettelchen ein. Dann legt er eine weiße Rose auf das Grab und geht mit dem Kind in den Armen zu der Zypressengalerie zurück, wo ihn die Mutter seines Kindes erwartet. Die drei verschmelzen in einer Umarmung, und als sie ihm in die Augen schaut, entdeckt sie darin etwas, das vor einigen Augenblicken noch nicht da war. Etwas Trübes, Dunkles, das ihr Angst macht. „Geht es dir gut, Daniel?“ Er schaut sie lange an und lächelt. „Ich liebe dich“, sagt er und küsst sie. Er weiß, dass die Geschichte, seine Geschichte, noch nicht zu Ende ist. Sie hat eben erst angefangen.“

Dem Leser fällt eine zeitliche Diskrepanz beim Vergleich der Datierung im Epilog zum Spiel des Engels mit der oben zitierten Angabe im Gefangenen des Himmels auf: der Termin der Fertigstellung des „Spiels“ wird im „Gefangenen“ als vor 1941 liegend, im Epilog aber im Jahr vor 1945 angegeben.